# 村松凪
村松 凪（むらまつ なぎ）は、日本の女優、声優。鹿児島県鹿児島市出身。旧芸名は村松 妙子（むらまつ たえこ）。
現在はフリーで活動。かつては劇団昴に所属していた。

## 略歴
幼い頃から沢山の犬、猫、鶏、魚に囲まれ育つ。獣医になろうと北海道の酪農学園大学獣医学部を受験するも不合格。しかし、「北海道に行ってみたい」という理由で同じ学校の別の学部に入学。
大学を休学し、カナダのアルバータ大学へ留学。カナダで在住中に役者になろうとふと思いつき、JOKO演劇学校を入学。その後、劇団昴に所属し舞台や声優など幅広いジャンルで活動している。2017年夏ごろまでは「村松妙子」の名義を使用していた。
2019年秋頃に劇団昴を退所し、フリーランスで活動を継続している。

## 人物
趣味はドラム、DIY（インパクトとノコギリがあれば大体何でも作れると思っている）、クラシックバレエ（しかし体硬い）。
好きなものは初音ミク、ピカチュウ。

## 出演

### 吹き替え

#### 映画
- アルカトラズからの脱出（イングリッシュの娘〈キャンディス・ボウウェン〉）※VOD版
- 男と女（ムンジョ）
- グリーン・インフェルノ（ケイシー〈スカイ・フェレイラ〉）
- スパイク・ガールズ（ダニー）※Netflix版
- 世界で一番殺された女（ヴァイオレット）
- セル（ジョニー・リデル〈イーサン・アンドリュー・カスト〉）
- でっかくなっちゃった赤い子犬 僕はクリフォード（リポーター女2[4]）
- ハート・オブ・マン（ベン〈オーストン・ジョン・ムーア〉）
- ポリス・ストーリー REBORN（ルームメイト）
- 魔女がいっぱい（エスメラルダ〈アナ=マリア・マスケル〉）
- モーターギャング（ヘイリー）
- RAW 少女のめざめ
- ラフ・ナイト 史上最悪!?の独身さよならパーティー（フランキー〈イラナ・グレイザー〉）
- ラ・ラ・ランド（トレイシー〈キャリー・ヘルナンデス（英語版）〉）
- ルイスと不思議の時計（ハーマン）

#### ドラマ
- エイリアニスト NY殺人ファイル
- それいけ! ゴールドバーグ家（エリカV）
- デイ・アフターZ（ナージャ）
- フィアー・ザ・ウォーキング・デッド（ライザ・オルティス〈エリザベス・ロドリゲス〉）
- 弁護士ビリー・マクブライド（ブリタニー・ゴールド〈タニア・レイモンド〉）
- BOSCH/ボッシュ（ジュン・パク）

#### テレビ番組
- プロジェクト・ランウェイ12（ミランダ・レヴィ）

#### アニメ
- トゥカ&バーティ（トカゲ女 他）
- ボージャック・ホースマン シーズン6（ケーシー）
- LEGO スター・ウォーズ/フリーメーカーの冒険（コーディ・フリーメーカー）

### ボイスオーバー
- BS世界のドキュメンタリー
  - オーストラリア難民絶望収容所
  - ヒースロー再開物語
  - 学習能力のヒ・ミ・ツ
- NHKドキュメンタリー「モーガン・フリーマン時空を超えて」

### ナレーション
- 店内アナウンス「お魚コーナー」仮声収録

### 朗読
- 劇団昴 読み聞かせの会 『火の鳥 黎明篇』（ナギ）
- 若い演奏家のためのプロジェクト主催公演 『セロ弾きのゴーシュ』

### 舞台
- JOKO演劇学校 第六回修了公演『結婚申込』（ナターリア）
  - 第七回修了公演『三文オペラ』（ピーチャム夫人）
- せんがわ劇場『マヨイガの妖怪たち』（雪女）
- 萬劇場ショートストーリーコレクションVol.4 夏の短編集『あれ？すみません!番号、まちがえました?ウフッ♡』
- みらい館大明開館10周年記念 舞台公演『前夜祭』
- 劇団昴 試演会VOI.1『30min マクベス』（マクベス夫人）
- 劇団昴公演『君恋し』（梅園志津子）
- 劇団昴ザ・サードステージ第33回公演『街と飛行船』（女歌手）
- 劇団昴ザ・サードステージ第34回公演『THE GREEKS』（エレクトラ）

### CM
- 千葉県 ひったくり防止 TVCM「4つのカエル」編（2014年）[5]